# Luc Bessala
Luc Bessala (* 21. September 1985 in Yaoundé) ist ein ehemaliger kamerunischer Fußballspieler. Der Verteidiger spielte bei Vereinen in seinem Heimatland und in Südamerika.

## Karriere
Luc Bessala begann seine Karriere 2002 in seiner Heimat bei Canon Yaoundé. 2004 wechselte der Abwehrspieler nach Argentinien zum CA Tiro Federal. 2006 kam er auf Bitten des Trainers Osvaldo Villegas zu Provincial Osorno. 2007 lief Bessala für Deportes Temuco auf. Nach seiner Auswechslung im Spiel gegen die Rangers de Talca gab es eine Auseinandersetzung mit Trainer Eduardo Bonvallet, der dem Verteidiger die Schuld am Gegentor gab. Bessala bestritt danach kein Spiel mehr für Temuco und wechselte zu Fernández Vial. Danach spielte er noch in Venezuela bei Centro Ítalo, beim CA Miranda und zuletzt beim Metropolitanos FC.